# Monte Sacro

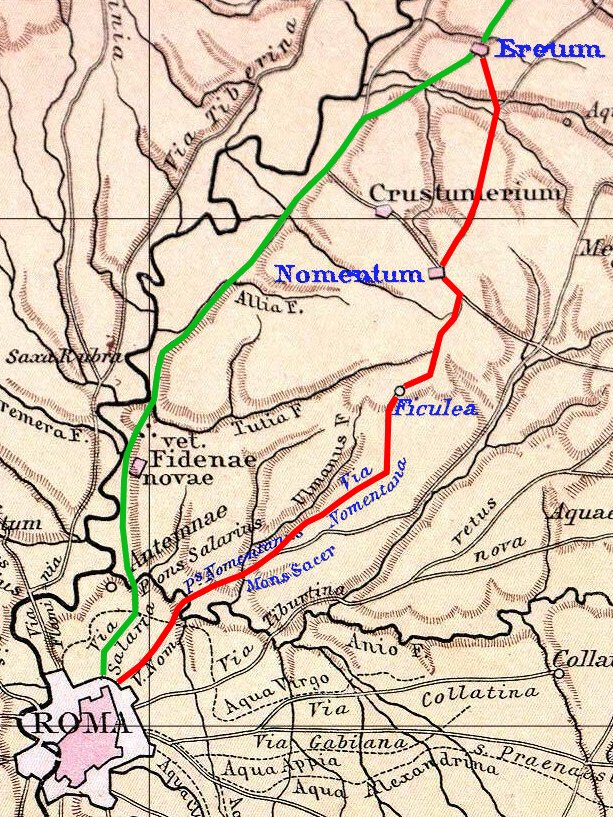
Posición del monte Sacro entre la vía Nomentana y la ribera derecha del río Anio, cerca de la desembocadura del Ulmano o Fosso della Cecchina.

El monte Sacro  es una colina de Roma que se levanta sobre la ribera derecha del río Anio, tres millas al nororiente del Capitolio. Su altitud es de cerca de cincuenta metros sobre el nivel del mar. Da su nombre al barrio de la ciudad que se ha desarrollado allí desde el siglo XX.
La posición del monte Sacro se ha establecido mediante los numerosos escritos de la época romana que varios autores dejaron, entre ellos Cicerón y Tito Livio.

## Historia

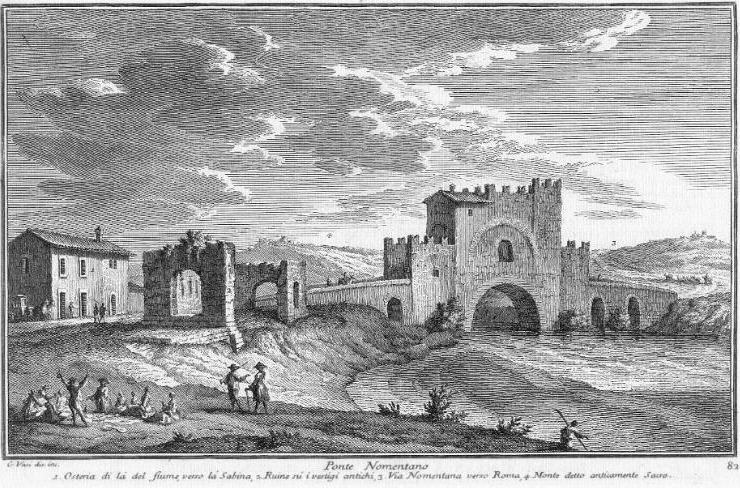
Puente Nomentano con el monte Sacro al fondo (dibujo de Giuseppe Vasi).

Cuentan las leyendas que allí oficiaban los augures cuando efectuaban sus vaticinios observando el vuelo de los pájaros. Se cree que de ello proviene el nombre de sacro. Una leyenda muy popular cuenta que el viento podía hacer perder fácilmente los sombreros, lo cual se consideraba mal augurio por lo que los sacerdotes realizaban rituales mágicos para proteger a los asistentes.
En la Roma antigua el monte Sacro quedaba bastante afuera de la muralla de la ciudad, a mitad de camino entre la aldea de Urbe y Ficulea, a lo largo de la ruta de la vía Nomentana que llevaba a Normentum. A lo largo de la vía, algunos de cuyos tramos han conservado el basalto original, surgieron varios monumentos fúnebres, dos de los cuales son todavía visibles cerca del monte, en frente del cual la vía pasaba sobre el Anio mediante el puente Nomentano.
Además de lugar de prácticas religiosas, fue también un punto de referencia geográfico: En la época republicana era parte de un gran latifundio. Con el tiempo empezó a ser habitado, inicialmente como una zona residencial. Uno descubrimiento importante sacó a la luz la villa de Faonte, un liberto de Nerón mencionado por Suetonio como muy cercano y dedicado a la familia imperial. La villa está situada a lo largo de una curva de la antigua vía Salaria.
Después de la época romana, probablemente debido a la dificultad de defenderla militarmente, la zona del monte estaba deshabitada y así permaneció hasta épocas recientes. La expansión de la ciudad se llevó a cabo en otras direcciones. En la zona el único punto frecuentado era el puente Nomentano, que se convirtió con el tiempo en puesto de control y servicio de guarnición.

### La revuelta de la plebe
El monte es muy conocido por haber servido de refugio a los plebeyos durante la secessio plebis del 494 a. C. Todos los plebeyos permanecieron en el monte durante varios días y se negó a aportar su contribución a la vida normal de la ciudad. El cónsul Menenio Agrippa se dirigió a la plebe con el ahora famoso apólogo que comparó la sociedad con el cuerpo humano en el cual cada parte tiene su función por el bien del conjunto. Tras la concertación que permitió el regreso a la vida cotidiana de la ciudad, los plebeyos consiguieron que se creara el cargo de tribuno de la plebe y se estableciera su propia asamblea, el concilium plebeyo, que elegía los tribunos y el edificio de los plebeyos. Además, las deliberaciones de los consejos de la plebe (plebiscitos) tenían fuerza de ley para los plebeyos. Los tribunos y el sitio de la plebe eran inviolables.
En la memoria del evento y como advertencia para la defensa de los acuerdos conseguidos, los plebeyos erigieron en la cima de la montaña un altar dedicado a Júpiter terrible. Según algunos esta es la causa del nombre sacro asignado al monte.

## Tiempos modernos
El 15 de agosto de 1805, en el monte Sacro, Simón Bolívar, en compañía de su maestro de la infancia Simón Rodríguez y el primo hermano de su fallecida esposa Fernando Rodríguez del Toro, jura liberar a Venezuela del dominio español. El episodio se conoce como Juramento del Monte Sacro. En ese momento, el futuro libertador de seis naciones tenía 22 años de edad.